# Ligue de défense de la race nègre

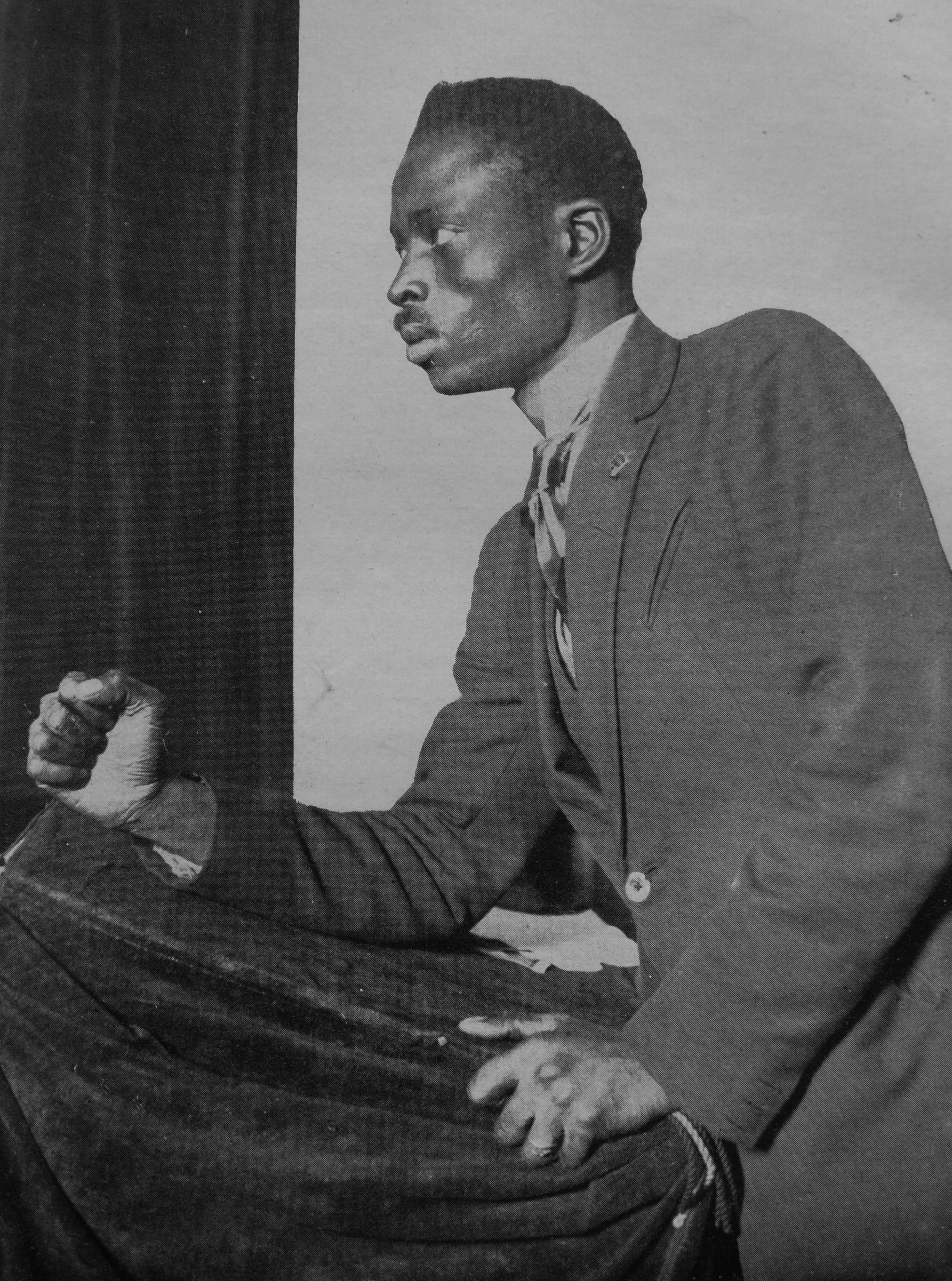
Lamine Senghor, fondateur et premier secrétaire général du LDRN, 1927

La Ligue de défense de la race nègre est une organisation française de défense des droits civiques des Noirs. Elle est fondée en 1927 à partir de Ligue universelle de défense de la race noire (1924). Son siège est à Paris, mais en 1932 l'organisation française est dissoute. Sous le nom de Liga zur Verteidigung der Negerrasse, il y eut une section allemande à Berlin de 1929 à 1935.

## Organisations antérieures

### La Ligue universelle de défense de la race noire(1924)
La Ligue universelle de défense de la race noire a été fondée le 30 avril 1924 par Kojo Tovalou Houénou, qui en a également assuré la présidence. C'est la première grande organisation française rassemblant des personnes noires  d'origine caribéennes et africaine. Elle publie la revue bimensuelle Les Continents à partir de mai 1924, dirigée par René Maran. Kojo Tovalou Houénou veut faire de Paris le siège d'une organisation internationale panafricaine. Pour cela, il se rend aux États-Unis en août 1924 ou il négocie avec des militants tels que W.E.B. Dubois et Marcus Garvey. Ce sera un échec. Mais ces contacts américains sont jugés dangereux par les autorités françaises et Kojo Tovalou est contraint de quitter le pays. Dans le même temps, René Maran publie un article au vitriol dénonçant l'action de Blaise Diagne pendant la première guerre mondiale, concernant le recrutement des tirailleurs sénégalais. Blaise Diagne, désormais député, gagne son procès en diffamation. La condamnation de la revue Les Continents, ainsi que l'absence de Tovalou, fragilisent la Ligue universelle de défense de la race noire qui va se dissoudre,.

### Comité de défense de la race nègre(1926)
Lamine Senghor et Joseph Gothon-Lunion, anciens militants de la Ligue universelle de défense de la race noire, fondent le Comité de Défense de la Race Nègre (CDRN), en mars 1926. Le Comité se dote d'une revue, La Voix des Nègres. L'activité militante de Senghor et notamment les discours devant les dockers des grands ports en relation avec l'Afrique et les Antilles (Bordeaux, Le Havre, Marseille) permet la création de ramifications du Comité de Défense jusque dans les ports d'Afrique de l'Ouest. En 1926, le Comité compte environ 1 000 membres, 250 à Marseille, 150 à Bordeaux, 300 au Havre et 200 à Paris.
Cependant, des conflits interne naissent rapidement au sein de la direction du Comité. D'une part, se pose la question de savoir si le terme nègre ou le terme noir devait servir d'auto-désignation. Pour Lamine Senghor, le terme nègre est important. Il veut se réapproprier le terme et « sortir ce mot de la boue dans laquelle on le traîne pour en faire un symbole ». Selon lui, le terme nègre symbolise les origines africaines et le radicalisme politique, tandis que le terme noir était associé aux idées politiques colonialistes.
Mais la question du positionnement politique du groupe est essentiel. La partie assimilationniste du Comité demeure préoccupée par l’orientation résolument anticoloniale et proche des idées communistes de la Fraction de gauche du Comité. Par ailleurs, sa volonté de critiquer ouvertement le gouvernement français pourrait être interprété comme anti-français. Ces différends conduisent à une scission au sein du CDRN lors d'une assemblée générale le 27 février 1927. La faction modérée dirigée par les Afro-Caribéens reprend le Comité et le rebaptise Comité de défense de la race noire.

## Ligue de défense de la race nègre(1927)
L'aile gauche de l'ancien Comité, Senghor, Tiemoko Garan Kouyaté et Camille Sainte-Rose fondent en mai 1927 la Ligue de Défense de la Race Nègre. Lamine Senghor en sera le premier président. Dès le mois de juin, le mensuel La Race Nègre apparaît comme la publication du groupe.
La Ligue va occuper des positions anticolonialistes telles que la revendication de l'indépendance des colonies, suivant en cela les positions communistes. Elle a des groupes actifs dans toutes les grandes villes portuaires, comptant au total environ 1 000 membres. Comme ses prédécesseurs et ses successeurs, le LDRN est surveillé par les autorités françaises. Sur la cinquantaine de membres espionnés à Paris, environ la moitié travaillaient comme prestataires de services ou ouvriers, 7 étaient étudiants et 5 avocats, le reste étant pour la plupart de petits employés.
Les membres de la Ligue de Défense de la Race Nègre s'accordent sur un principe anticolonial de base. Les revendications politiques au sein du groupe sont cependant très variables. Tandis que certains membres expriment des positions nationalistes, d’autres épousent les idées panafricanistes. Cela étant, l'objectif de l'indépendance des colonies est bien le but premier, mais il ne fait pas oublier une volonté d'améliorer les conditions de vie au quotidien des Africains français. Les idées communistes cultivées par la direction ont suscité à plusieurs reprises des réticences dans certaines parties du groupe, car cela éloigne du groupe d'éventuels membres à l'esprit anti-impérialiste mais non communistes. C'est notamment la position de Ludovic Lacombe, un Haïtien membre du groupe, qui affirme qu'il est un « nègre nationaliste mais anticommuniste qui ne veut pas de maître, blanc ou rouge ».

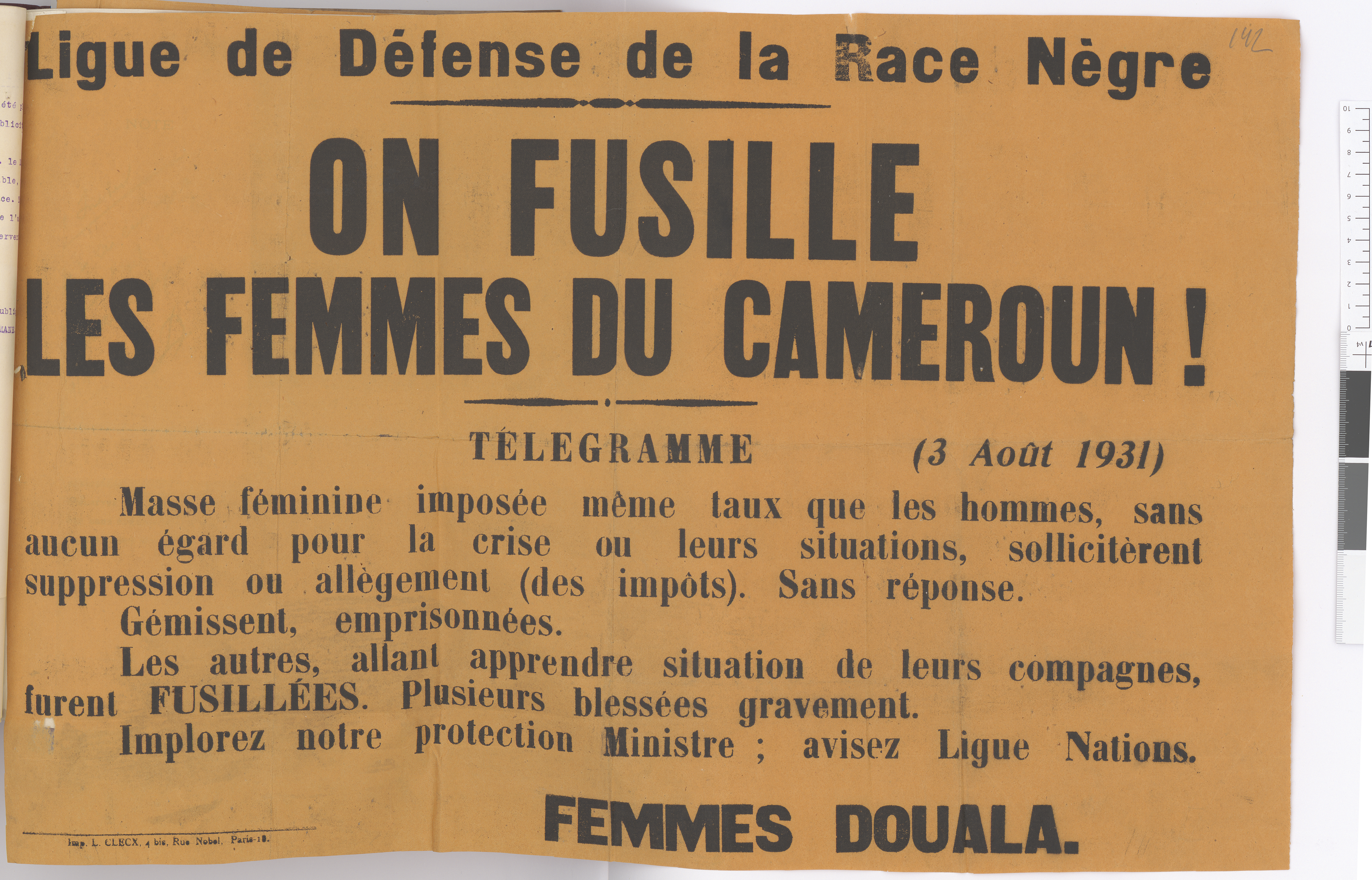
Affiche de la LDRN d'août 1931 relatant des tirs sur des manifestantes à Douala, au Cameroun.

C'est Tiemoko Garan Kouyaté qui prend la tête de la  Ligue de Défense de la Race Nègre à la mort de Senghor (1927). Il va construire dans les années suivantes un réseau international, articulé autour d'un groupe congolais à Bruxelles, de militants américains tel W.E.B. Du Bois, ainsi que la présence éphémère du groupe autour de Jomo Kenyatta à Londres. On trouve également des émanations de la Ligue dans les colonies françaises comme le Sénégal et le Cameroun. Au Cameroun, Kouyaté a également introduit clandestinement du matériel de propagande et y diffuse notamment  Le Cri des Nègres à partir de 1931, ce qui alarme grandement les autorités françaises. Pendant une courte période, il y eut aussi une émanation directe de la ligue à Kribi. En 1931, une dispute concernant l'orientation politique du groupe éclate entre l'aile communiste autour de Kouyaté et une aile « simplement » anti-impérialiste autour d'Émile Faure. Le différend devient très visible avec, en avril 1931, la parution de deux numéros différents de La Race Nègre, l'un d'Émile Faure, André Béton et Ludovic Lacombe, l'autre de Kouyaté. En août, Kouyaté change le titre de son journal en Le Cri des Nègres et fonde en 1932 l'Union des travailleurs nègres. L'Union se présente comme la version non-communiste de la Ligue. Les luttes d'appareils ne cessent pas pour autant. Les communistes reprennent en main L'Union, et expulsent Kouyaté. En 1939, l'UTN se dissout.
Après sa scission, la LDRN, désormais affaiblie, resta inactive jusqu'en 1934, date à laquelle elle renaquit à l'occasion du décès de Blaise Diagne. Sous la direction d'Émile Faure comme président, la LDRN défendait désormais une position résolument panafricaniste et anticolonialiste, attaquant aussi bien les assimilationnistes que les anticolonialistes communistes et les représentants de la Négritude. Publiée sporadiquement jusqu'à son arrêt en 1936, La Race Nègre "constitue le noyau d'une vaste doctrine de nationalisme culturel et politique, la première percée de ce type" dans l'histoire du militantisme noir en France. La LDRN fut finalement interdite par les autorités françaises en 1937, Faure fut arrêté et exilé au Sahara jusqu'à la fin de la Seconde Guerre mondiale.

## Le chapitre allemand -Liga zur Verteidigung der Negerrasse (Ligue pour la défense de la race nègre)
La Liga zur Verteidigung der Negerrasse (LzVN) est fondée le 17 septembre 1929 à Berlin, par sept hommes originaires de Douala (Cameroun), Ils sont motivés par l'aggravation des difficultés économiques et des préjugés raciaux en Allemagne et souhaitent établir un réseau de soutien moral et financier mutuel. Au cours de l'année, le groupe comptera une trentaine d'hommes et de femmes noirs, dont certains s'étaient déjà réunis au sein de l' Afrikanischer Hilfsverein, dissous au milieu des années 1920. La création de la section allemande du LDRN a été soutenue par Willi Münzenberg, fondateur de la Ligue contre l'impérialisme, qui réunissait déjà à Berlin depuis 1926 des personnalités importantes de la communauté africaine pour des motifs anticolonialistes. Il a également pris contact avec Tiemoko Garan Kouyaté, présent à la réunion fondatrice. C'est toujours Münzenberg qui avait fait distribuer quelques mois plus tôt les exemplaires de La Race Nègre  de Kouyaté.

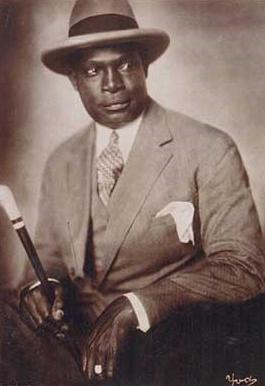
Louis Brody, fondateur et membre du conseil d'administration du LzVN

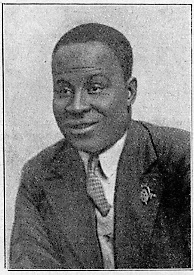
Joseph Bilé, fondateur et membre du conseil d'administration de la LzVN 1932

Tous les Allemands noirs et leurs proches pouvaient devenir membres de l'association. Une grande partie des membres étaient issus des anciennes colonies allemandes du Cameroun et du Togo, désormais sous mandat Anglo-Français. La présidence est confiée à Victor Bell, les autres membres du conseil d'administration sont Thomasul Kuo Ngambi, Louis Brody, Richard Ekamby Menzel et, en tant que secrétaire général et figure centrale, le panafricaniste et communiste Joseph Bilé, de plus en plus actif dans la politique internationale avec l'aide de ses mentors George Padmore et Kouyaté,.
L'objectif de l'association est de parvenir à la « libération des nègres » au niveau international et de lutter au niveau national pour un grand État africain indépendant. La LzVN prône l'indépendance des États africains, soutient surtout la défense de l'indépendance du Libéria et de l'Éthiopie (les deux seuls états libres du continent), encourage les Allemands noirs à rejoindre les syndicats allemands et exhorte ses membres à s'apporter un soutien moral et matériel mutuel, un héritage de l' Afrikanischer Hilfsverein.
Sur le plan organisationnel, Le LzVN fait partie de la Ligue contre l'impérialisme. C'est du reste la Ligue qui le finance et qui l'abrite dans ses locaux au 24 Friedrichstraße. Le LzVN  coopère avec la Ligue de Défense de la Race Nègre, mais également avec l'Internationale communiste ainsi qu'un réseau plus vaste d'organisations et de militants internationalistes noirs en Europe et en Afrique. Le groupe a introduit clandestinement au Cameroun des écrits politiques tels que les statuts du LzVN, et y a maintenu des contacts avec des militants. Il est en outre fort probable qu'ils aient été impliqués dans des manifestations anticoloniales à Douala.
En 1930, le groupe interprète la pièce de Louis Brody Lever de soleil en Orient, à Neukölln. Une partie des dialogues est en Duala, le reste en français, anglais et allemand. La pièce présente probablement pour la première fois en Allemagne l'histoire africaine et la culture des Africains sans recourir aux stéréotypes contemporains. Cependant, le projet de créer un  « théâtre racial » n'abouti pas car les ressources financières attendues par la Ligue de Kouyaté ne sont pas disponibles.
Également en 1930, Joseph Bilé assiste à la première conférence internationale des travailleurs nègre à Hambourg en tant que délégué du LzVN, ce qui renforça son statut au sein du mouvement anticolonial, tout comme les discussions ultérieures à son sujet au sein de la Ligue contre l'impérialisme et du Komintern, qui lui offrirent une formation à Moscou et un déploiement comme agitateur en Afrique.
Le LzVN accuse également  la Ligue contre l'impérialisme de ne pas fournir au groupe un soutien financier suffisant. Selon Joseph Bilé, les superviseurs responsables, Virendranath Chattopadhyaya et Bohumír Šmeral refusent d'honorer leurs promesses de financement. Pour Tiemoko Kouyaté, Virendranath Chattopadhyaya s'est même opposé à tout financement supplémentaire du groupe, considérant que sa dissolution ne représenterait aucune perte. En conséquence, le LzVN a refusé de continuer à travailler avec la Ligue Contre l'Impérialisme et l'oppression coloniale et se tourne vers le KPD pour obtenir son soutien financier. Les querelles internes et les intrigues ne cessent pas pour autant. Avec la prise du pouvoir par les nazis, lle KPD et la Ligue contre l'impérialisme sont dissous. Padmore et Münzenberg quitte le pays, tandis que Kouyaté est expulsé de la Ligue française. En conséquence, le LzVN cesse ses activités et de nombreux membres du LzVN quittent l'Allemagne, si bien que selon Bell, en août 1934, le groupe ne compte plus que deux membres. En 1935, le groupe est officiellement dissous.